# Журавец (архитектура)
Жураве́ц — формообразующий криволинейный элемент каркаса церковной главы (купола).
Имеет сложную изгибистую форму. Традиционным материалом для изготовления служило дерево. С освоением технологий добычи и обработки металла, стали появляться обрешётки из кованых элементов.
Число журавцов установленных в один купол всегда чётное (не меньше шести). Как правило, оно кратно четырём, так как сборку воедино готовых элементов проще всего производить, выставляя каждый последующий между двумя уже установленными: 2 + 2 = 4 + 4 = 8 + 8 = 16 и т. д. Нечётное количество журавцов для изготовления купола не используется, поскольку оно нарушает принцип симметрии луковичной формы.
Собранные и скреплённые между собой журавцы определяют профиль купола, а также его «округлость». Последняя напрямую зависит от количества установленных журавцов.
Сложная, изгибистая форма журавца практически не позволяет изготавливать его из цельного куска дерева. Для изготовления используются наборные детали, которые соединяются в два слоя, перекрывая одна другую.

## Изображения
- Положение журавца в куполе
- Вид сверху. Конструкция из 16 журавцов стоящих на мауэрлате (серое кольцо)
- Собранный на земле деревянный каркас купола, состоящий из 32 журавцов